# ホーニング加工機

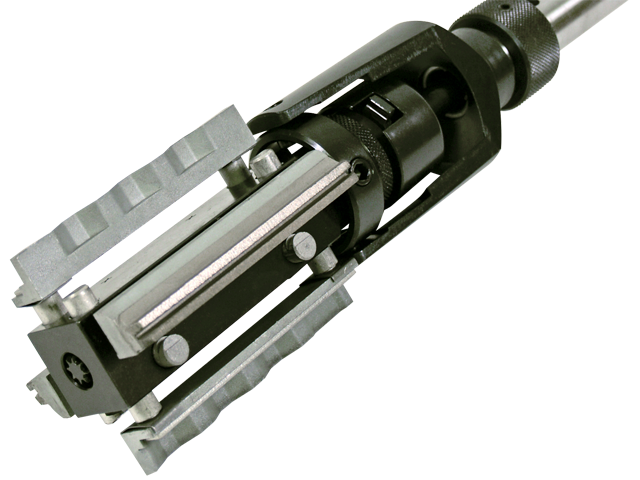
ホーニング加工機の超砥粒ダイヤモンド工具。エンジンシリンダーの仕上げ加工に用いられる。

ホーニング加工機（ホーニングかこうき、Honing machine）は、主に加工対象物の内径を精密に研磨する工作機械のことを指す。砥石の付いた工具を使い、加工対象物の内径を研磨することをホーン加工という。自動車部品や各種機械部品など、幅広い分野で用いられている。

## 基本メカニズム
砥石が取り付けられた円柱状の主軸が加工物の内径を押しつけ、一定の面接触状態を保ちながら往復・回転運動し、内径を研磨する。シンプルな加工工程で量産部品に適し、研磨精度も高い。バリ取りにも使える。また、一回の往復動作で内径を研磨できるホーニング加工のことを、特にワンパス加工という。

## 加工のメリット
加工面には細かな網状の筋（クロスハッチ）ができる。これは“きさげ加工”と同様の効果を発揮し、摺動（しゅうどう）部であれば、この網目が潤滑油を保持し、低摩擦を実現する。ディーゼルエンジンなどでは、燃費の向上や環境負荷の低減に貢献するという理由で同加工が注目されている。

## 主要メーカー
倉敷機械、日進製作所、エンギス、トーヨー、ナーゲル・アオバプレシジョン、竹沢精機、浜野鉄工、タミックス、マルヨシマシナリィ、ダイニチ、サンネン、池貝、

## その他
日刊工業新聞が「ホーニング加工機と関連機器」特集を年1回掲載している。